# Ferrocarriles Unidos de la Habana
| Ferrocarriles Unidos de la Habana                         | Ferrocarriles Unidos de la Habana |
| --------------------------------------------------------- | --------------------------------- |
| Die von North British gebaute Lokomotive Nr. 225 der FCUH |                                   |
| Streckennetz der FCUH um 1906                             |                                   |
| Streckenlänge:                                            | (1921): 2719 km                   |
| Spurweite:                                                | 1435 mm (Normalspur)              |
|                                                           |                                   |

Die Ferrocarriles Unidos de la Habana (abgekürzt: FCUH, englisch: United Railways of Havana) war eine anglo-amerikanische Eisenbahngesellschaft mit Sitz in London und New York, die auf Kuba bis 1953 ein ausgedehntes Streckennetz betrieb.

## Geschichte
1869 fusionierten die Unternehmen Compañia de Caminos de Hierro de La Habana und Ferrocarriles de la Bahia de la Habana unter dem Namen Ferrocarriles Unidos de la Habana. Bis 1892 hatte die kubanische Gesellschaft alle in Havanna ansässigen Eisenbahngesellschaften mit Ausnahme der Ferrocarril del Oeste (Western Railway of Havana) aufgekauft. Nach Beendigung des Spanisch-Amerikanischen Krieges 1898 wurde das Unternehmen von der mit britischem Kapital gegründeten anglo-amerikanischen Gesellschaft United Railways of Havana übernommen.
1906 wurden die Ferrocarril de Matanzas und die Ferrocarril de Cárdenas y Júcaro in die FCUH eingegliedert und ab 1912 kontrollierte diese auch die Ferrocarril del Oeste, obwohl die offizielle Übernahme seitens der kubanischen Regierung erst 1921 genehmigt wurde. Mit der Übernahme der Cuban Central Railway 1921 war das komplette Eisenbahnnetz in der Westhälfte Kubas unter der Kontrolle der FCUH.
Am 24. Juli 1953 erwarb die kubanische Regierung unter Fulgencio Batista die FCUH für 13 Millionen Pesos und führte das Eisenbahnnetz als Ferrocarriles Occidentales de Cuba weiter.

## Fahrzeuge

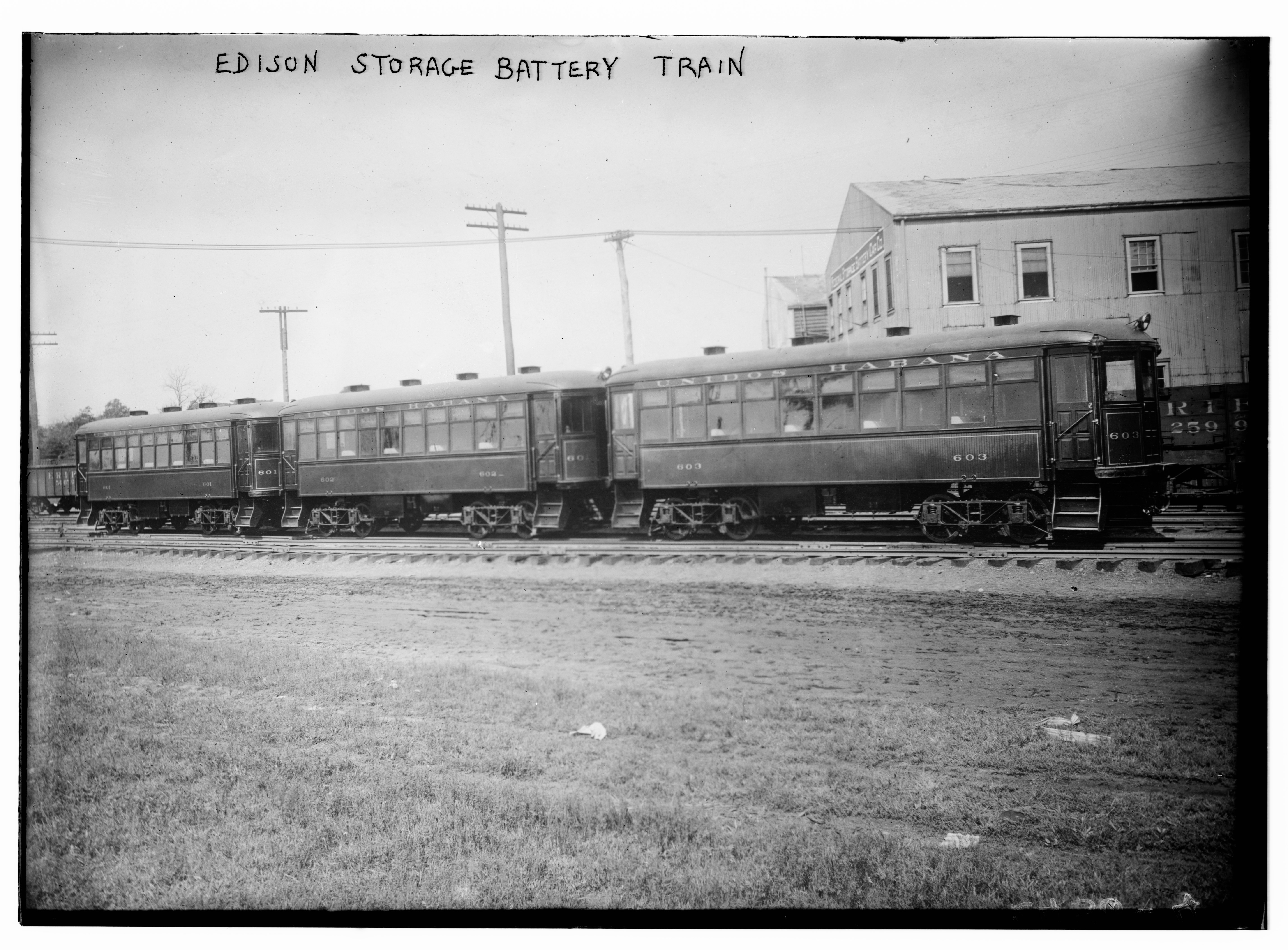
Edison Storage Battery Train

Ab 1912 war ein dreiteiliger von Thomas Edison gebauter   Akkumulatortriebwagen im Einsatz.
1936 war die Gesellschaft im Besitz von 348 Dampflokomotiven, 13 elektrischen Lokomotiven, 12 Triebwagen, 361 Personenwagen und 10 275 Güterwagen.